# 帕拉格魯扎島

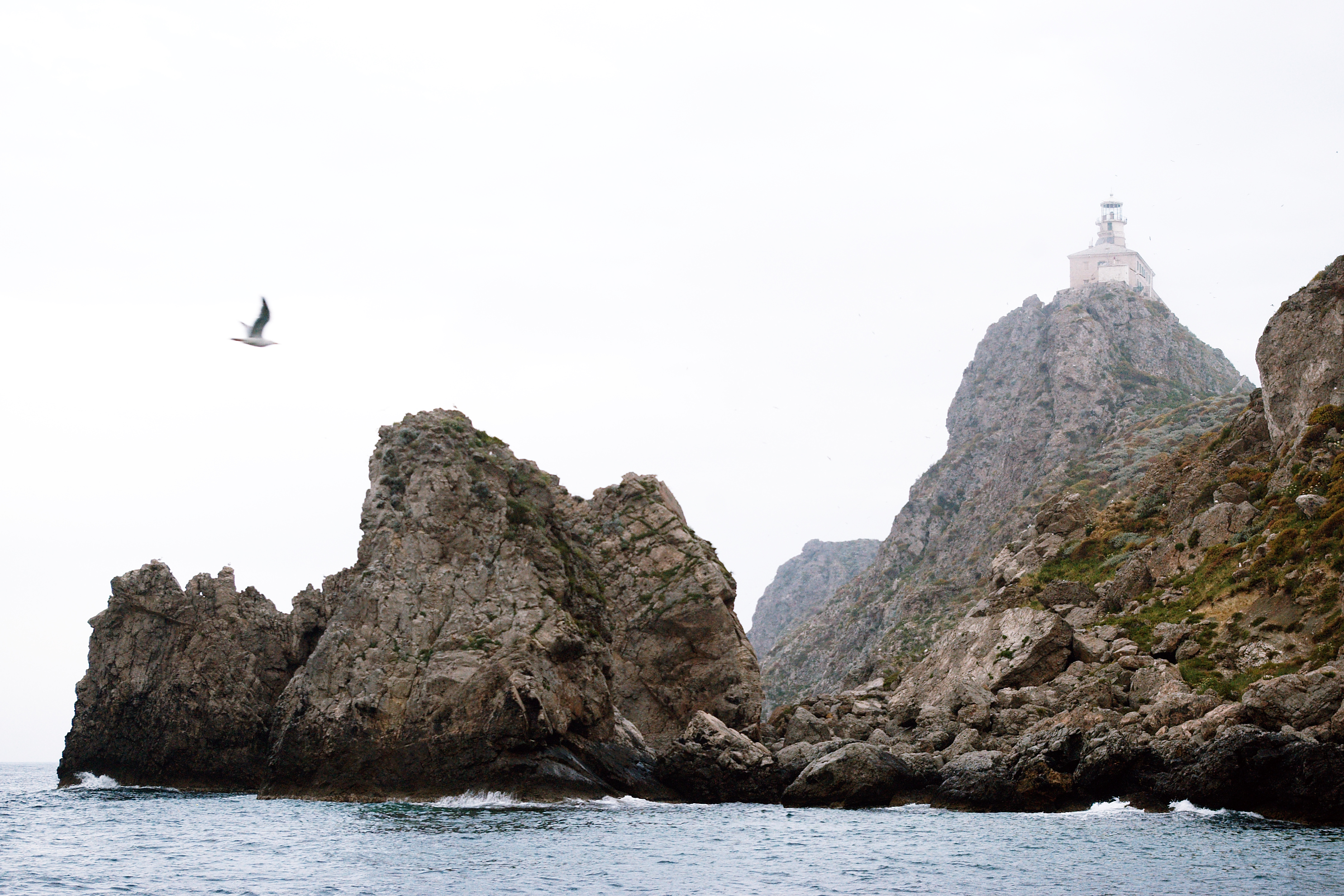
帕拉格魯扎島

帕拉格魯扎島（Palagruža）是克羅地亞的島嶼，位於亞得里亞海，由斯普利特-達爾馬提亞縣負責管轄，長1.4公里、寬0.3公里，面積0.286平方公里，海岸線長度3.86公里，島上無人居住。

## 外部連結
- Palagruža Light (Adriatic.hr - Lighthouses - Pictures) （页面存档备份，存于）
- Palagruža Light (Journeys: Croatia - They Keep the Light on for Visitors - Travel - New York Times) （页面存档备份，存于）
- Palagruza apartments to rent
- http://www.geologia-croatica.hr/ojs/index.php/GC/article/viewFile/GC.2009.07/65 （页面存档备份，存于）

42°23′05″N 16°15′16″E / 42.384722°N 16.254444°E